# Глупи хит
Глупи хит је песма црногорског певача Рамба Амадеуса. Песма је са албума Хоћемо гусле из 1989.

## Композиција
Песма је рађена у Б-дуру. Целу песму је компоновао Рамбо Амадеус. Имамо саксофон, гитару, синтисајзере... Ова песма је у стилу рок, инди и џез музике.

## Спот
За ову песму постоје 2 верзије спота. Први спот је направљен за Телевизију Титоград (данас РТЦГ). Њега је режирао Драгомир Зупанац, док је директор фотографије био Славко Тодоровић. Други спот је рађен за Телевизију Београд (данас РТС) који је сниман испред РТС-ове зграде у Абердаревој, код цркве Светог Марка у Београду...